# Пембина (тауншип, Миннесота)
Пембина (англ. Pembina) — тауншип в округе Маномен, Миннесота, США. На 2000 год его население составило 471 человек.

## География
По данным Бюро переписи населения США площадь тауншипа составляет 94,8 км², из которых 94,5 км² занимает суша, а 0,3 км² — вода (0,27 %).

## Демография
По данным переписи населения 2000 года здесь находились 471 человек, 178 домохозяйств и 142 семьи.  Плотность населения —  5,0 чел./км².  На территории тауншипа расположено 185 построек со средней плотностью 2,0 построек на один квадратный километр. Расовый состав населения: 80,04 % белых, 7,01 % коренных американцев, 0,21 % азиатов, 1,27 % — других рас США и 11,46 % приходится на две или более других рас. Испанцы или латиноамериканцы любой расы составляли 2,34 % от популяции тауншипа.
Из 178 домохозяйств в 32,6 % воспитывались дети до 18 лет, в 73,0 % проживали супружеские пары, в 3,9 % проживали незамужние женщины и в 19,7 % домохозяйств проживали несемейные люди. 18,0 % домохозяйств состояли из одного человека, при том 4,5 % из — одиноких пожилых людей старше 65 лет. Средний размер домохозяйства — 2,65, а семьи — 2,99 человека.
26,1 % населения — младше 18 лет, 9,1 % — в возрасте от 18 до 24 лет, 22,9 % — от 25 до 44, 28,2 % — от 45 до 64, и 13,6 % — старше 65 лет. Средний возраст — 41 год. На каждые 100 женщин приходилось 107,5 мужчин.  На каждые 100 женщин старше 18 приходилось 109,6 мужчин.
Средний годовой доход домохозяйства составлял 39 722 доллара, а средний годовой доход семьи —  42 167 долларов. Средний доход мужчин —  26 250  долларов, в то время как у женщин — 21 071. Доход на душу населения составил 15 976 долларов. За чертой бедности находились 1,3 % семей и 2,7 % всего населения тауншипа, из которых 5,6 % старше 65 лет.